# Smiling Fish 2010
Der Smiling Fish 2010 im Badminton fand vom 4. bis zum 9. Mai 2010 in Trang statt.

## Sieger und Platzierte
| Disziplin    | Gold                                                      | Silber                                    | Bronze                                    |
| ------------ | --------------------------------------------------------- | ----------------------------------------- | ----------------------------------------- |
| Herreneinzel | Ajay Jayaram                                              | Iskandar Zulkarnain Zainuddin             | Robin Gonansa                             |
| Herreneinzel | Ajay Jayaram                                              | Iskandar Zulkarnain Zainuddin             | Watchara Buranakruea                      |
| Dameneinzel  | Ratchanok Intanon                                         | Rawinda Prajongjai                        | Chanida Julrattanamanee                   |
| Dameneinzel  | Ratchanok Intanon                                         | Rawinda Prajongjai                        | Sapsiree Taerattanachai                   |
| Herrendoppel | Muhammad Syawal Mohd Ismail Iskandar Zulkarnain Zainuddin | Patipat Chalardchaleam Thitipong Lapho    | Danny Bawa Chrisnanta Chayut Triyachart   |
| Herrendoppel | Muhammad Syawal Mohd Ismail Iskandar Zulkarnain Zainuddin | Patipat Chalardchaleam Thitipong Lapho    | Suwat Phaisansomsuk Wasapon Uttamang      |
| Damendoppel  | Rodjana Chuthabunditkul Wiranpatch Hongchookeat           | Ratchanok Intanon Pijitjan Wangpaiboonkij | Pavita Issariyaneth Thidarat Kleebyeesoon |
| Damendoppel  | Rodjana Chuthabunditkul Wiranpatch Hongchookeat           | Ratchanok Intanon Pijitjan Wangpaiboonkij | Woraruthai Ruengtananruk Janyaporn Yusara |
| Mixed        | Patipat Chalardchaleam Savitree Amitrapai                 | Maneepong Jongjit Rodjana Chuthabunditkul | Nuttaphon Narkthong Lam Narissapat        |
| Mixed        | Patipat Chalardchaleam Savitree Amitrapai                 | Maneepong Jongjit Rodjana Chuthabunditkul | Thitipong Lapho Vacharaporn Munkit        |